# Casimir Bizimungu
Pour les articles homonymes, voir Bizimungu.
Casimir Bizimungu, né en 1951, est un homme politique rwandais. Il est ministre des Affaires étrangères entre 1989 et 1992 puis, en 1994, ministre de la Santé au sein du gouvernement Kambanda.
Accusé de complicité dans le génocide au Rwanda, en 1994, lorsqu'il occupe son dernier poste ministériel, il est accusé de génocide par le Tribunal pénal international pour le Rwanda.

## Biographie
Jugé par le Tribunal pénal international pour le Rwanda, il est acquitté le 30 septembre 2011, près de trois ans après la clôture des débats (fin des plaidoiries le 5 décembre 2008), et remis en liberté après douze ans de détention provisoire.